# جلنار موسى
جلنار موسى (7 يناير 1969 -) صحفية ومذيعة لبنانية. كانت جلنار تعمل في قناة الجزيرة وتقدم برنامج حديث الصباح حتى استقالت في مايو 2010. عادت بعدها في نوفمبر من العام وقدمت البرنامج نفسه
لم يلاحظ ظهورها على الشاشة منذ عام 2015
.

## وصلات خارجية
- مقاببة بجيمي ويلز على يوتيوب